# Llau de la Font Freda
La llau de la Font Freda és una llau del terme municipal de Conca de Dalt, al Pallars Jussà, a l'antic terme d'Hortoneda de la Conca, a l'àmbit de l'antic poble de Perauba.
Es forma a les Costes, sota el Serrat dels Boix de la Serra, des d'on davalla cap al nord-nord-oest, i al cap de poc, a llevant de l'extrem meridional de les Baürtes s'ajunta amb la llau de la Solana de Palles per tal de formar la llau de Perauba.